# Liste der olympischen Medaillengewinner aus Trinidad und Tobago
Das Trinidad and Tobago Olympic Committee wurde 1946 gegründet und 1948 vom Internationalen Olympischen Komitee aufgenommen.

## Medaillenbilanz
Bislang konnten 19 Sportler aus Trinidad und Tobago 19 olympische Medaillen erringen (3 × Gold, 5 × Silber und 11 × Bronze).
| Trinidad und Tobago bei den Olympischen Sommerspielen                            | Trinidad und Tobago bei den Olympischen Sommerspielen | Trinidad und Tobago bei den Olympischen Sommerspielen | Trinidad und Tobago bei den Olympischen Sommerspielen | Trinidad und Tobago bei den Olympischen Sommerspielen | Trinidad und Tobago bei den Olympischen Sommerspielen |      | Trinidad und Tobago bei den Olympischen Winterspielen | Trinidad und Tobago bei den Olympischen Winterspielen | Trinidad und Tobago bei den Olympischen Winterspielen | Trinidad und Tobago bei den Olympischen Winterspielen | Trinidad und Tobago bei den Olympischen Winterspielen | Trinidad und Tobago bei den Olympischen Winterspielen |
| Jahr                                                                             | Gold                                                  | Silber                                                | Bronze                                                | Gesamt                                                | Rang                                                  | Jahr | Gold                                                  | Silber                                                | Bronze                                                | Gesamt                                                | Rang                                                  |                                                       |
| 1948                                                                             | 0                                                     | 1                                                     | 0                                                     | 1                                                     | 28                                                    |      | 1948                                                  | –                                                     | –                                                     | –                                                     | –                                                     | –                                                     |
| 1952                                                                             | 0                                                     | 0                                                     | 2                                                     | 2                                                     | 37                                                    |      | 1952                                                  | –                                                     | –                                                     | –                                                     | –                                                     | –                                                     |
| 1956                                                                             | 0                                                     | 0                                                     | 0                                                     | 0                                                     |                                                       |      | 1956                                                  | –                                                     | –                                                     | –                                                     | –                                                     | –                                                     |
| 1960                                                                             | –                                                     | –                                                     | –                                                     | –                                                     | –                                                     |      | 1960                                                  | –                                                     | –                                                     | –                                                     | –                                                     | –                                                     |
| 1964                                                                             | 0                                                     | 1                                                     | 2                                                     | 3                                                     | 28                                                    |      | 1964                                                  | –                                                     | –                                                     | –                                                     | –                                                     | –                                                     |
| 1968                                                                             | 0                                                     | 0                                                     | 0                                                     | 0                                                     |                                                       |      | 1968                                                  | –                                                     | –                                                     | –                                                     | –                                                     | –                                                     |
| 1972                                                                             | 0                                                     | 0                                                     | 0                                                     | 0                                                     |                                                       |      | 1972                                                  | –                                                     | –                                                     | –                                                     | –                                                     | –                                                     |
| 1976                                                                             | 1                                                     | 0                                                     | 0                                                     | 1                                                     | 26                                                    |      | 1976                                                  | –                                                     | –                                                     | –                                                     | –                                                     | –                                                     |
| 1980                                                                             | 0                                                     | 0                                                     | 0                                                     | 0                                                     |                                                       |      | 1980                                                  | –                                                     | –                                                     | –                                                     | –                                                     | –                                                     |
| 1984                                                                             | 0                                                     | 0                                                     | 0                                                     | 0                                                     |                                                       |      | 1984                                                  | –                                                     | –                                                     | –                                                     | –                                                     | –                                                     |
| 1988                                                                             | 0                                                     | 0                                                     | 0                                                     | 0                                                     |                                                       |      | 1988                                                  | –                                                     | –                                                     | –                                                     | –                                                     | –                                                     |
| 1992                                                                             | 0                                                     | 0                                                     | 0                                                     | 0                                                     |                                                       |      | 1992                                                  | –                                                     | –                                                     | –                                                     | –                                                     | –                                                     |
| 1996                                                                             | 0                                                     | 0                                                     | 2                                                     | 2                                                     | 68                                                    |      | 1994                                                  | 0                                                     | 0                                                     | 0                                                     | 0                                                     |                                                       |
| 2000                                                                             | 0                                                     | 1                                                     | 1                                                     | 2                                                     | 61                                                    |      | 1998                                                  | 0                                                     | 0                                                     | 0                                                     | 0                                                     |                                                       |
| 2004                                                                             | 0                                                     | 0                                                     | 1                                                     | 1                                                     | 71                                                    |      | 2002                                                  | 0                                                     | 0                                                     | 0                                                     | 0                                                     |                                                       |
| 2008                                                                             | 1                                                     | 1                                                     | 0                                                     | 2                                                     | 60                                                    |      | 2006                                                  | –                                                     | –                                                     | –                                                     | –                                                     | –                                                     |
| 2012                                                                             | 1                                                     | 1                                                     | 2                                                     | 4                                                     | 47                                                    |      | 2010                                                  | –                                                     | –                                                     | –                                                     | –                                                     | –                                                     |
| 2016                                                                             | 0                                                     | 0                                                     | 1                                                     | 1                                                     | 78                                                    |      | 2014                                                  | –                                                     | –                                                     | –                                                     | –                                                     | –                                                     |
| 2020                                                                             | 0                                                     | 0                                                     | 0                                                     | 0                                                     |                                                       |      | 2018                                                  | –                                                     | –                                                     | –                                                     | –                                                     | –                                                     |
| 2024                                                                             | 0                                                     | 0                                                     | 0                                                     | 0                                                     |                                                       |      | 2022                                                  | 0                                                     | 0                                                     | 0                                                     | 0                                                     |                                                       |
| Gesamt                                                                           | 3                                                     | 5                                                     | 11                                                    | 19                                                    |                                                       |      | Gesamt                                                | 0                                                     | 0                                                     | 0                                                     | 0                                                     |                                                       |
| \| \| Gold \| Silber \| Bronze \| Gesamt \| \| Ges. S+W \| 3 \| 5 \| 11 \| 19 \| |                                                       |                                                       |                                                       |                                                       |                                                       |      |                                                       |                                                       |                                                       |                                                       |                                                       |                                                       |
|                                                                                  | Gold                                                  | Silber                                                | Bronze                                                | Gesamt                                                |                                                       |      |                                                       |                                                       |                                                       |                                                       |                                                       |                                                       |
| Ges. S+W                                                                         | 3                                                     | 5                                                     | 11                                                    | 19                                                    |                                                       |      |                                                       |                                                       |                                                       |                                                       |                                                       |                                                       |

## Medaillengewinner
| Name               | Sportart       | Jahr                | Disziplin                   | Gold | Silber | Bronze | Gesamt |
| ------------------ | -------------- | ------------------- | --------------------------- | ---- | ------ | ------ | ------ |
| Ade Alleyne-Forte  | Leichtathletik | 2012 London         | 4 × 400-m-Staffel, Männer   | –    | –      | 1      | 1      |
| Kent Bernard       | Leichtathletik | 1964 Tokio          | 4 × 400-m-Staffel, Männer   | –    | –      | 1      | 1      |
| Keston Bledman     | Leichtathletik | 2008 Peking         | 4 × 100-m-Staffel, Männer   | 1    | –      | –      | 2      |
| Keston Bledman     | Leichtathletik | 2012 London         | 4 × 100-m-Staffel, Männer   | –    | 1      | –      | 2      |
| Ato Boldon         | Leichtathletik | 1996 Atlanta        | 100 m, Männer               | –    | –      | 1      | 4      |
| Ato Boldon         | Leichtathletik | 1996 Atlanta        | 200 m, Männer               | –    | –      | 1      | 4      |
| Ato Boldon         | Leichtathletik | 2000 Sydney         | 100 m, Männer               | –    | 1      | –      | 4      |
| Ato Boldon         | Leichtathletik | 2000 Sydney         | 200 m, Männer               | –    | –      | 1      | 4      |
| George Bovell      | Schwimmen      | 2004 Athen          | 200 m Lagen, Männer         | –    | –      | 1      | 1      |
| Marc Burns         | Leichtathletik | 2008 Peking         | 4 × 100-m-Staffel, Männer   | 1    | –      | –      | 2      |
| Marc Burns         | Leichtathletik | 2012 London         | 4 × 100-m-Staffel, Männer   | –    | 1      | –      | 2      |
| Emmanuel Callender | Leichtathletik | 2008 Peking         | 4 × 100-m-Staffel, Männer   | 1    | –      | –      | 2      |
| Emmanuel Callender | Leichtathletik | 2012 London         | 4 × 100-m-Staffel, Männer   | –    | 1      | –      | 2      |
| Hasely Crawford    | Leichtathletik | 1976 Montreal       | 100 m, Männer               | 1    | –      | –      | 1      |
| Lalonde Gordon     | Leichtathletik | 2012 London         | 400 m, Männer               | –    | –      | 1      | 2      |
| Lalonde Gordon     | Leichtathletik | 2012 London         | 4 × 400-m-Staffel, Männer   | –    | –      | 1      | 2      |
| Lennox Kilgour     | Gewichtheben   | 1952 Helsinki       | Mittelschwergewicht, Männer | –    | –      | 1      | 1      |
| Deon Lendore       | Leichtathletik | 2012 London         | 4 × 400-m-Staffel, Männer   | –    | –      | 1      | 1      |
| Wendell Mottley    | Leichtathletik | 1964 Tokio          | 400 m, Männer               | –    | 1      | –      | 2      |
| Wendell Mottley    | Leichtathletik | 1964 Tokio          | 4 × 400-m-Staffel, Männer   | –    | –      | 1      | 2      |
| Edwin Roberts      | Leichtathletik | 1964 Tokio          | 200 m, Männer               | –    | –      | 1      | 2      |
| Edwin Roberts      | Leichtathletik | 1964 Tokio          | 4 × 400-m-Staffel, Männer   | –    | –      | 1      | 2      |
| Edwin Skinner      | Leichtathletik | 1964 Tokio          | 4 × 400-m-Staffel, Männer   | –    | –      | 1      | 1      |
| Jarin Solomon      | Leichtathletik | 2012 London         | 4 × 400-m-Staffel, Männer   | –    | –      | 1      | 1      |
| Richard Thompson   | Leichtathletik | 2008 Peking         | 100 m, Männer               | –    | 1      | –      | 3      |
| Richard Thompson   | Leichtathletik | 2008 Peking         | 4 × 100-m-Staffel, Männer   | 1    | –      | –      | 3      |
| Richard Thompson   | Leichtathletik | 2012 London         | 4 × 100-m-Staffel, Männer   | –    | 1      | –      | 3      |
| Keshorn Walcott    | Leichtathletik | 2012 London         | Speerwurf, Männer           | 1    | –      | –      | 2      |
| Keshorn Walcott    | Leichtathletik | 2016 Rio de Janeiro | Speerwurf, Männer           | –    | –      | 1      | 2      |
| Rodney Wilkes      | Gewichtheben   | 1948 London         | Federgewicht, Männer        | –    | 1      | –      | 2      |
| Rodney Wilkes      | Gewichtheben   | 1952 Helsinki       | Federgewicht, Männer        | –    | –      | 1      | 2      |